# Silkeborg

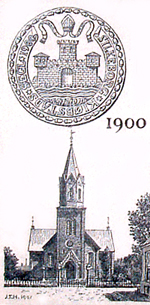
Stadtsiegel mit der Hauptkirche

Silkeborg anhörenⓘ (ˈse̝lkəˌpɒˀ) ist eine Stadt in der Mitte der dänischen Region Midtjylland. In Silkeborg ist der Verwaltungssitz der Silkeborg Kommune, die nach der Kommunalreform 2007 aus den bestehenden Kommunen Gjern, Kjellerup, Silkeborg und Them gebildet wurde.

## Geographie
Silkeborg liegt etwa 40 km westlich von Aarhus und knapp 35 km südlich von Viborg an der Eisenbahnlinie zwischen Herning und Skanderborg. Die Stadt liegt zu beiden Seiten des Silkeborg Langsø, dieser wird vom längsten Fluss Dänemarks, der Gudenå, durchflossen. Etwa 11 km westlich von Silkeborg liegt das Toteisloch Bølling Sø, der Hügel Himmelbjerget etwa 12 km südöstlich.

## Geschichte
Erste Besiedlungsspuren Silkeborgs lassen sich auf etwa 1200 datieren. Um 1400 wurden in Silkeborg ein Kloster und ein Amtssitz für die Bischöfe in Aarhus errichtet. Bis 1662 stand der ursprüngliche Landkreis Silkeborg Len unter der Verwaltung von Schloss Silkeborg (Silkeborg Slot), danach unter der Verwaltung von Silkeborg Amt. In der Strukturreform 1793 wurde der Landkreis auf andere Gemeinden aufgeteilt.
1844 erhielt der Unternehmer Michael Drewsen die Erlaubnis, eine Papierfabrik in Silkeborg zu errichten. Durch den wirtschaftlichen Aufschwung erhielt Silkeborg 1846 den Status eines Handelsplatzes und zum 1. Januar 1900 die Stadtrechte. Die Kirche wurde 1877 fertiggestellt.

## Politik
Der Bürgermeister von Silkeborg heißt Helle Gade (seit 2022). Vor ihm hatten unter anderem Jens Erik Jørgensen von der konservativen Volkspartei und Jørn Würtz von der sozialistischen Volkspartei dieses Amt inne.
Silkeborg unterhält Städtepartnerschaften mit Savonlinna (Finnland), Árborg (Island), Arendal (Norwegen), Giżycko (Polen), Kalmar (Schweden) und Corona (USA).

## Kultur und Sehenswürdigkeiten

### Museen
Das Museum Silkeborg „Hovedgården“ befindet sich in dem ältesten Gebäude der Stadt aus dem Jahr 1767. Die archäologische Ausstellung hat ihren Schwerpunkt in der Eisenzeit. Von herausragender Bedeutung ist der Tollundmann, eine Moorleiche aus dem 3. oder 4. Jahrhundert v. Chr., die 1950 in der Nähe von Silkeborg beim Torfstechen gefunden wurde.
Zum Bestand des Museums gehören eine Glassammlung mit Exponaten aus der Zeit seit dem 16. Jh. und eine kleine Kollektion zu jüngeren Lokalgeschichte.
Im Bereich des ehemaligen Kurzentrums Silkeborg Bad befinden sich das Bunkermuseum mit Bunkeranlagen aus dem Zweiten Weltkrieg.
Dem in Silkeborg aufgewachsenen Maler und Keramikkünstler Asger Jorn ist das Museum Jorn gewidmet. Der Museumsbau von Niels Frithiof Truelsen wurde 1982 eingeweiht.
Das in der ehemaligen Papierfabrik untergebrachte Papiermuseum bringt den Besuchern die Kunst der historischen Papierherstellung näher.

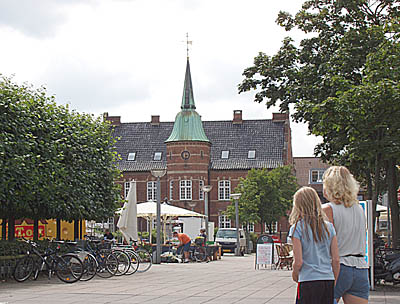
Torvet, das alte Rathaus
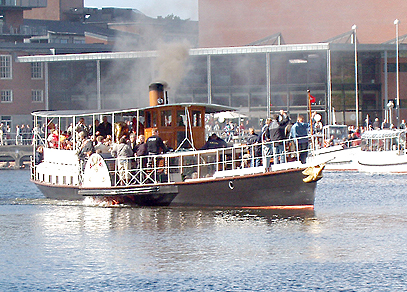
Der historische Raddampfer Hjejlen
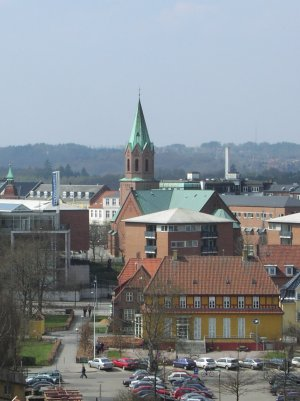
Blick über die Stadt mit Silkeborgs Kirche
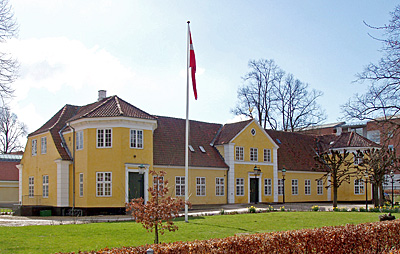
Silkeborg Hovedgård
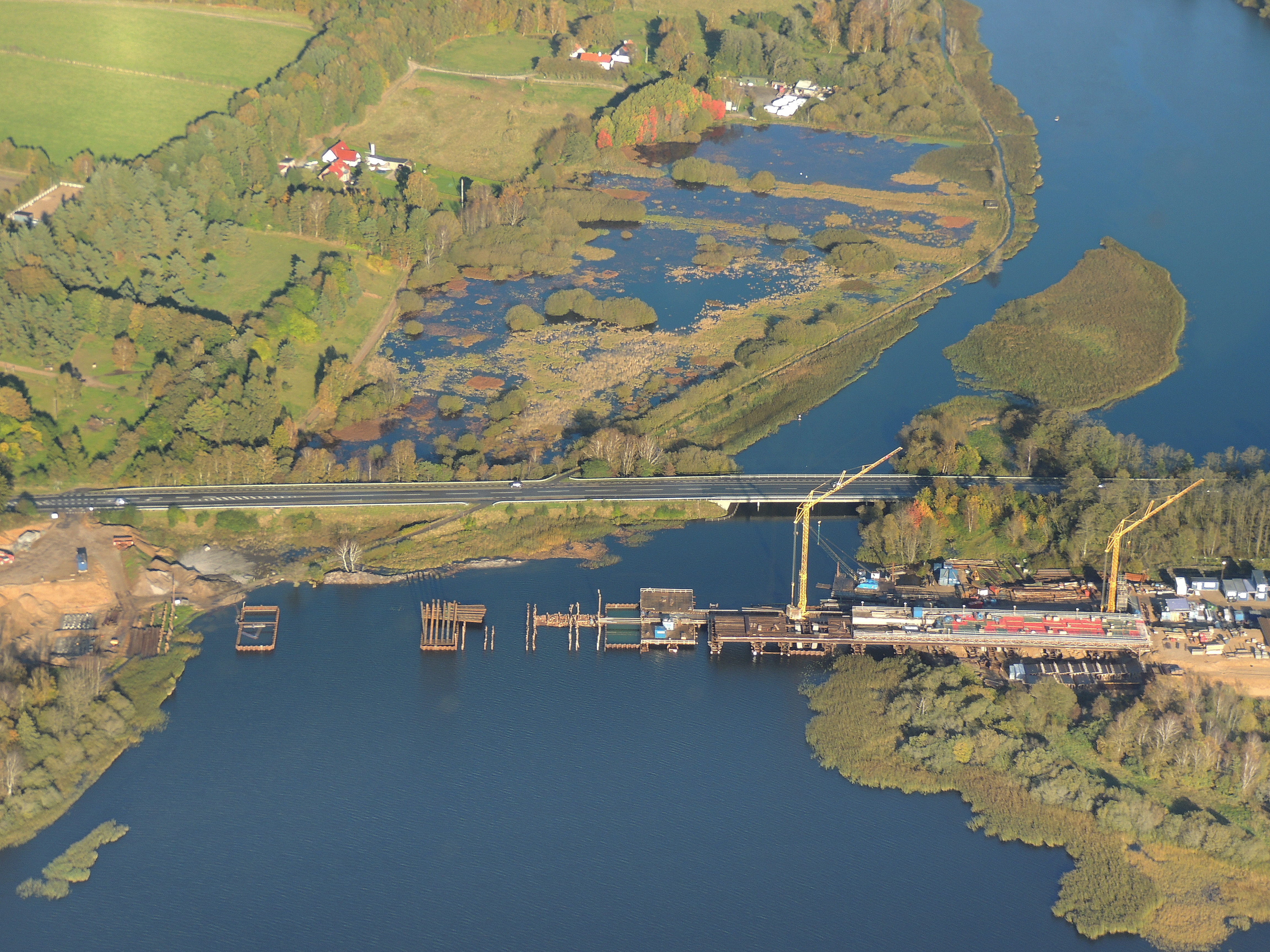
Langsö-Brücke

### Aquarium/Zoo
In Silkeborg befindet sich das Aquarium Aqua, in dem auch Vögel und Säugetiere gehalten werden. Im Gegensatz zu den meisten anderen dänischen Aquarien, die ihren Schwerpunkt bei Salzwasserfischen setzen, wird hier die Fauna des dänischen Süßwassers präsentiert.

### Sport
Silkeborg IF ist der städtische Fußballverein, der 1994 dänischer Fußballmeister wurde.
Bjerringbro-Silkeborg ist ein international erfolgreicher Handballverein, der im Jahr 2016 dänischer Handballmeister wurde.
Der Silkeborg Curling Club veranstaltet seit 2007 die Silkeborg Open. 2019 fand in Silkeborg die Curling-Weltmeisterschaft der Damen statt.

### Regelmäßige Veranstaltungen
Im Juni wird das jährliche Riverboat Jazz Festival durchgeführt. Eine weitere musikalische Veranstaltung, das Country Music Festival, bietet an jedem zweiten August-Wochenende ein großes Open-Air-Konzert mit Country-Musik.
Jedes letzte Wochenende im August findet in Silkeborg und Umgebung die AUTOMANIA, das Silkeborg Automobilfestival, statt.

## Wirtschaft und Infrastruktur
Nennenswerte Industrien sind die Papier- (historisch) und Maschinenindustrie. Die Jyske Bank hat in Silkeborg ihren Firmensitz.
In Silkeborg ist das Nationale Institut für Umweltforschung (NERI, National Environmental Research Institute) Dänemarks.
Der Kindermöbelhersteller Leander hat hier seinen Stammsitz.

## Söhne und Töchter der Stadt
- Johannes Fibiger (1867–1928), Pathologe
- Lau Lauritzen senior (1878–1938), Regisseur und Filmautor
- Astrid Aagesen (1883–1965), dänisch-schwedische Designerin und Kunsthandwerkerin
- Erik Bisgaard (1890–1987), Ruderer
- Asger Jorn (1914–1973), Künstler
- Bodil Kaalund (1930–2016), Malerin, Textilkünstlerin und Autorin
- Kristoffer Nyholm (* 1951), Filmregisseur
- Søs Egelind (* 1958), Schauspielerin, Regisseurin und Komikerin
- Jesper Asholt (* 1960), Schauspieler
- Kim Eriksen (* 1964), Radrennfahrer
- Jesper Skibby (* 1964), Radrennfahrer
- Bo Hejlskov Elvén (* 1965), Psychologe und Autor
- Maibritt Saerens (* 1970), Schauspielerin
- Thomas Bjørn (* 1971), Profigolfer
- Eskild Ebbesen (* 1972), Ruderer
- Mick Øgendahl (* 1973), Stand-up-Komiker
- Simon Kvamm (* 1975), Rocksänger der Gruppe Nephew
- Mani Spinx (* 1975), Musiker
- Michael Reihs (* 1979), Radrennfahrer
- Lars Ytting Bak (* 1980), Radrennfahrer
- Daniel Foder (* 1983), Radrennfahrer
- Annika Langvad (* 1984), Radsportlerin
- Lise Baastrup (* 1984), Schauspielerin
- Martin Ørnskov (* 1985), Fußballspieler
- Christian Rabjerg Madsen (* 1986), Politiker
- Morten Krogh (* 1988), Fußballschiedsrichter
- Søren Bobach (* 1989), Orientierungsläufer
- Ida Bobach (* 1991), Orientierungsläuferin
- Kerren Lumer-Klabbers (* 1991), Regisseurin
- Katrine Græsbøll Christensen (* 1996), Triathletin
- Asger Sørensen (* 1996), Fußballspieler
- Kasper Dolberg (* 1997), Fußballspieler
- Mathias Norsgaard (* 1997), Radrennfahrer
- Emma Norsgaard Jørgensen (* 1999), Radsportlerin
- Sebastian Kolze Changizi (* 2000), Radrennfahrer
- Sebastian Jørgensen (* 2000), Fußballspieler
- Mads Enggaard (* 2004), Fußballspieler
- Oliver Svendsen (* 2004), Motorradrennfahrer